# Delegat Apostolic
Delegat Apostolic este un titlu și o misiune conferită de Sfântul Scaun pentru a reprezenta Biserica Catolică într-o națiune. Numirea se face după cea de Vizitator Apostolic și precede pe cea de Nunțiu apostolic (rang de ambasador) care se face după stabilirea de relații diplomatice între acea națiune si Sfântul Scaun.